# Paatinjärvi (sjö i Vaala, Norra Österbotten)
Paatinjärvi är en sjö i Finland. Den ligger i kommunen Vaala i landskapet Norra Österbotten, i den centrala delen av landet, 500 km norr om huvudstaden Helsingfors. Paatinjärvi ligger 141,2 meter över havet. Den är 2 meter djup. Arean är 9,16 kvadratkilometer och strandlinjen är 16,98 kilometer lång. Sjön  ingår i Uleälvens huvudavrinningsområde.   
I övrigt finns följande vid Paatinjärvi:
- Tervalampi (en sjö)